# Neu Zippendorf
Neu Zippendorf ist ein Stadtteil der mecklenburg-vorpommerschen Landeshauptstadt Schwerin.
Neu Zippendorf ging nach der Wende aus dem Großen Dreesch hervor, als dieser entsprechend seinen drei Bauabschnitten in die Ortsteile Großer Dreesch, Neu Zippendorf und Mueßer Holz aufgeteilt wurde.

## Lage
Der Ortsteil Neu Zippendorf befindet sich im Südosten der Stadt südlich des Schweriner Sees. Im Norden grenzt Neu Zippendorf an den Ortsteil Zippendorf, in welchem sich der Zoo und ein Badestrand befinden, weiterhin grenzen der Große Dreesch und die waldreichen Stadtteile Göhrener Tannen und Mueßer Holz an Neu Zippendorf.

## Geschichte
Bereits vor Beginn der Bautätigkeit errichtete man bis 1964 auf dem Gebiet des künftigen Stadtteils den Schweriner Fernsehturm mit Turmcafé und den benachbarten Sendemast. Baubeginn für den zweiten Bauabschnitt des Großen Dreesches war am 5. Februar 1976. Für etwa 16.000 Einwohner sollten insgesamt 5400 Wohneinheiten in Plattenbauweise entstehen, welche vor allem für Arbeiter des Industriegebiets Schwerin-Süd benötigt wurden. Neben den üblichen infrastrukturellen Einrichtungen entstand 1979 die Bezirksparteischule, die im Volksmund den Namen Apachenhügel trug. Eine seit 1979 einsetzende massive Sparpolitik verhinderte geplante Gesellschaftsbauten, wie zum Beispiel den Bau einer Schwimmhalle oder eines Touristenhotels, stattdessen erfolgte eine Lückenbebauung mit den zu DDR-Zeit üblichen Fünfgeschossern. Lediglich eine verkehrsfreie Zone vom Naherholungsgebiet am Schweriner See in Zippendorf bis in die Nähe des Fernsehturms sowie Einkaufs- und Dienstleistungseinrichtungen am Berliner Platz, der am 1. Mai 1987 eingeweiht wurde, bot man den Einwohnern.
Seit der Wende gelten die drei Bauabschnitte des ehemaligen Großen Dreesches als sozialer Brennpunkt mit erhöhter Kriminalitätsrate und Arbeitslosenquote. Im Rahmen des Stadtumbaus Ost, welcher mit Mitteln des Bundes, des Landes und der Stadt unterstützt wird, versucht man durch Rückbau und Umbau hochwertigere und größere Wohnungen und ein ansprechenderes Wohnumfeld zu schaffen. Insbesondere rund um den Berliner Platz sind weitgehende Abrisse der Wohnhochhäuser vorgesehen, die ab Frühjahr 2017 umgesetzt werden sollen. Das Zentrum Neu Zippendorfs könnte anschließend neu entwickelt werden.[veraltet]

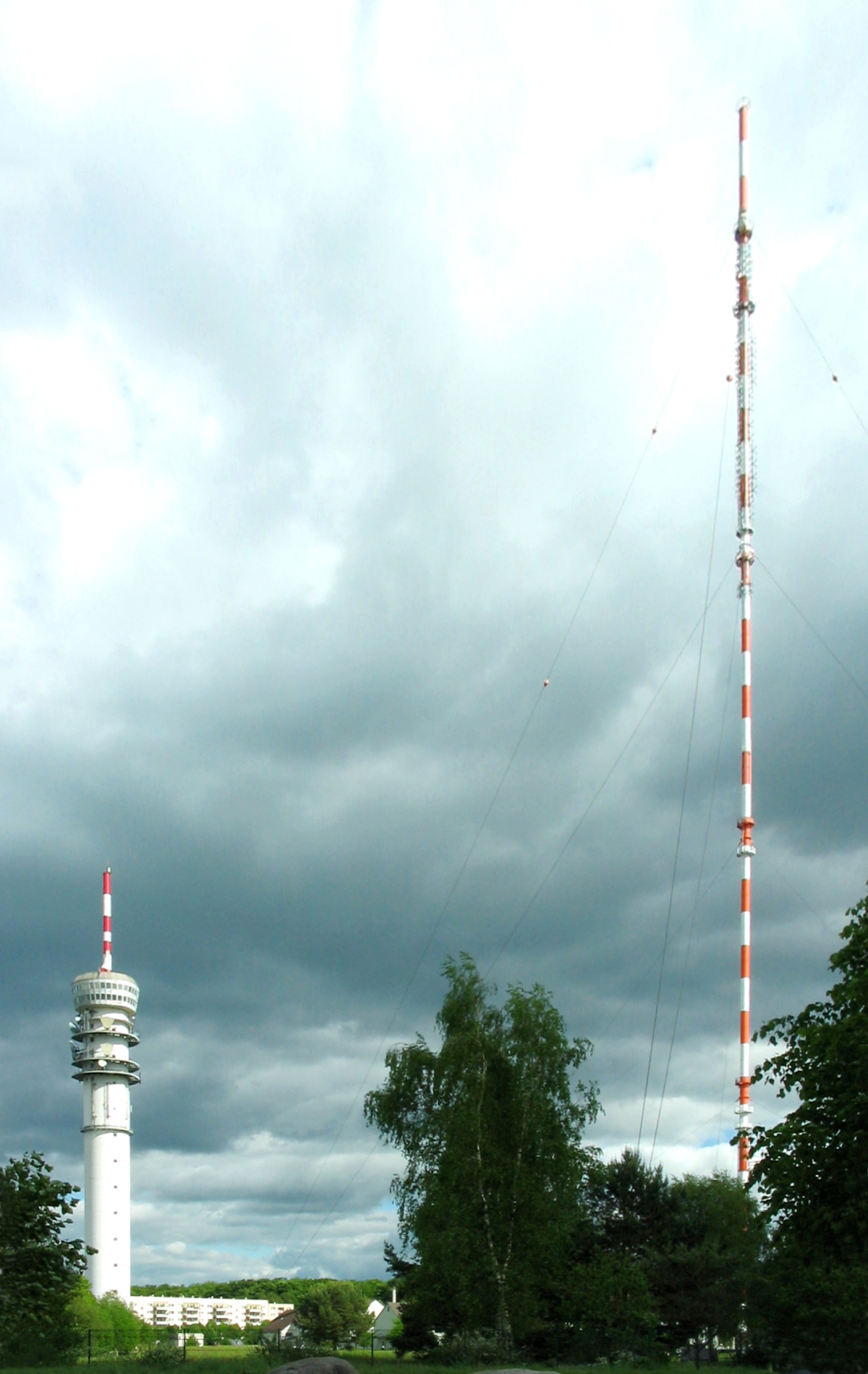
Fernsehturm und Sendemast in Neu Zippendorf
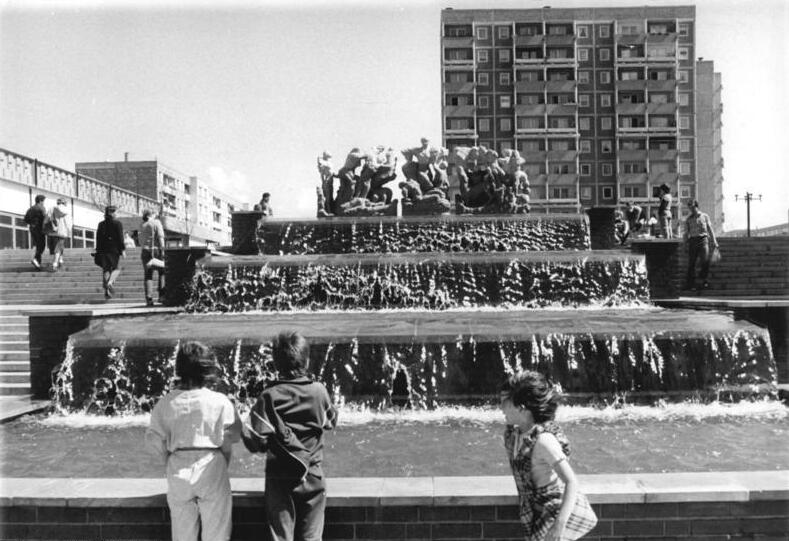
Wasserkaskade auf dem Berliner Platz nach Fertigstellung (1987)
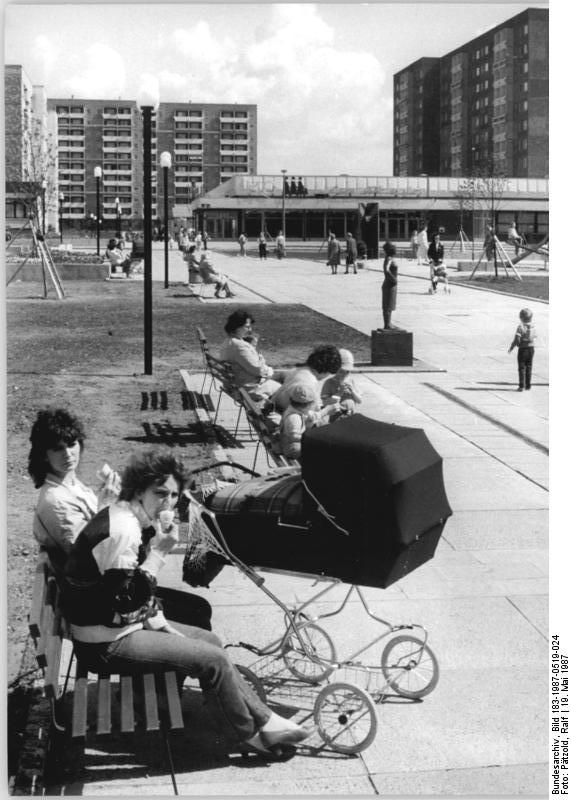
Berliner Platz (1987)
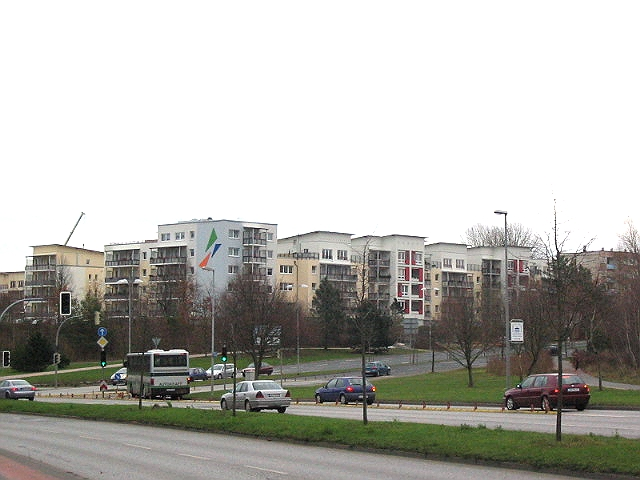
Umgestaltete Plattenbauten in der Hamburger Allee (2006)

## Sehenswürdigkeiten
- Schweriner Fernsehturm
- Internationales Feuerwehrmuseum Schwerin

## Verkehrsanbindung
Im Stadtteil verkehren drei der vier Straßenbahnlinien des Schweriner Nahverkehrs, zudem bestehen innerstädtische Busverbindungen durch die Linien 13 und 16. Die Umlandanbindung ist durch die Linie 6 sowie die durch die SGS Bus & Reisen bediente Linie 119 gewährleistet. An der nordwestlichen Stadtteilgrenze verläuft die Bundesstraße 321. Die Straßen wurden in erster Linie nach Städten in Osteuropa (z. B. Tallinn, Pécs) und Ostdeutschland (Rostock, Magdeburg, Cottbus etc.) benannt.

## Söhne und Töchter
- Günter Millahn (1930–2018), Förster, Pädagoge und Jäger